# Szingapúr bombázása (1944–1945)
Szingapúr bombázása 1944–1945-ben a szövetséges (amerikai és brit) légierő által végrehajtott bombatámadások sorozata volt, amelynek célpontja a japán császári haderő által elfoglalt Szingapúr kikötője volt. 1944. november 5. és 1945 márciusa között az amerikai-brit légierő összesen 11 támadást intézett Szingapúr ellen, ezek többsége a kikötő, a még a britek által kiépített kikötői létesítmények és haditengerészeti bázis és az ott horgonyzó hajók ellen irányult, bár sor került a környező vizek elaknásítására is. Miután az amerikai légi egységeket más hadszíntérre vezényelték, a brit bombázók folytatták az aknatelepítést, egészen május 24-ig.
A támadás-sorozatnak vegyes eredményei voltak: bár sikerült jelentős károkat okozni a kikötői létesítményekben és a haditengerészeti bázisban, egyes támadások nem jártak eredménnyel és a kikötő közelében telepített olajtároló létesítményt sem sikerült megsemmisíteni. A szövetségesek által telepített aknazár megzavarta a Szingapúrba irányuló japán hajóforgalmat, az aknák következtében három hajó elsüllyedt, további 10 megrongálódott. A hajózási forgalom azonban nem állt le teljesen, ahogyan azt a szövetségesek remélték.
A bombatámadások viszont nagyban javították Szingapúr polgári lakosságának hangulatát, mivel azt az érzést keltették, hogy a városállam hamarosan felszabadul a japán megszállás alól. Emellett a bombatámadások alig okoztak veszteségeket a polgári lakosság körében, bár néhány kikötői munkás életét vesztette.

### Előzmények
Szingapúr brit koronagyarmat kikötőjét az 1920-as, 1930-as években az angolok, elsősorban Japán ellen, a világ egyik legnagyobb haditengerészeti támaszpontjává és erődítményévé építették ki. A terület a szingapúri csata során került japán kézre.

## Fordítás
- Ez a szócikk részben vagy egészben  a   Bombing of Singapore (1944–1945) című angol Wikipédia-szócikk ezen változatának fordításán alapul.  Az eredeti cikk szerkesztőit annak laptörténete sorolja fel. Ez a jelzés csupán a megfogalmazás eredetét és a szerzői jogokat jelzi, nem szolgál a cikkben szereplő információk forrásmegjelöléseként.